# Synegia eumeleata
Synegia eumeleata är en fjärilsart som beskrevs av Walker 1861. Synegia eumeleata ingår i släktet Synegia och familjen mätare. Inga underarter finns listade i Catalogue of Life.